# Masacre de Quíos
La masacre de Quíos fue perpetrada por los otomanos contra la población griega de la isla de Quíos en abril de 1822. Constituyó uno de los episodios más célebres de la Guerra de independencia de Grecia.
La isla era una de las más ricas del mar Egeo y los insurgentes griegos intentaron unirla a su causa, pero el Imperio otomano no lo permitió. Quería dar un ejemplo que impresionara a sus súbditos rebeldes y, a su vez, vengar la masacre de turcos por los griegos con ocasión del asedio de Trípoli. Después del desembarco de un millar de partisanos griegos, la Sublime Puerta envió a cerca de 45000 hombres con la orden de reconquistar y, luego, arrasar la isla. Asimismo, debían matar a todos los hombres de más de doce años, a todas las mujeres mayores de cuarenta años y a todos los niños de menos de dos años, mientras que el resto podía ser reducido a la esclavitud. El saldo se estima en 25 000 muertos, mientras que 45 000 griegos habrían sido vendidos como esclavos. Solamente 10 000 a 15 000 personas habrían logrado escapar y refugiarse principalmente en las otras islas del Egeo. Esta masacre de civiles por las tropas otomanas impresionó a la opinión pública internacional y promovió el desarrollo del filohelenismo.[cita requerida]

## Contexto

### Una isla próspera

Mapa topográfico con la ubicación de los principales lugares citados.

Desde la Edad Media, Quíos fue una isla comercial muy próspera. Interesados en ella, mercaderes italianos: venecianos (a partir de 1272) o genoveses (desde 1346) gobernaron la isla, la cual pasó bajo dominio otomano en 1566. Sus intereses económicos, principalmente relacionados con el mástique le permitieron disfrutar de una relativa libertad. La presencia otomana era, en efecto, limitada: un gobernador o moutesélim, un cadí y algunos soldados en la antigua fortaleza genovesa en Chora, la capital. No poseían ningún poder real. Un consejo de demogerontes griegos (dieciséis ortodoxos y dos católicos), elegidos cada año, gobernaban efectivamente Quíos.
Como por el resto de las islas comerciantes de Grecia, el Tratado de Küçük Kaynarca (1774) acrecentó su fortuna. Los mercaderes de la isla disponían de agentes comerciales en todos los grandes puertos del Mediterráneo, de Marsella a Odesa o Alejandría, pero también en Moscú. El mástique era principalmente producido en el sur de la isla, en torno de una veintena de pueblos denominados los mastichochória (o «pueblos de mástique»). Quíos exportaba una cincuentena de toneladas por año. La renta obtenida de los impuestos sobre este producto era prerrogativa de la hermana del Sultán. Quíos producía además seda, algodón y cítricos.
Los impuestos no eran muy duros. Los más ricos pagaban once piastras anuales (se estima que, para entonces, alimentarse costaba dos piastras al día). La isla disponía de una escuela y de un hospital, cuyos servicios eran gratuitos y funcionaban gracias a las donaciones. La belleza de las mujeres de la isla se convirtió en proverbial, al punto que los visitantes occidentales hacían eco de ello regularmente. La riqueza de la isla atrajo la codicia.

### La Guerra de independencia de Grecia

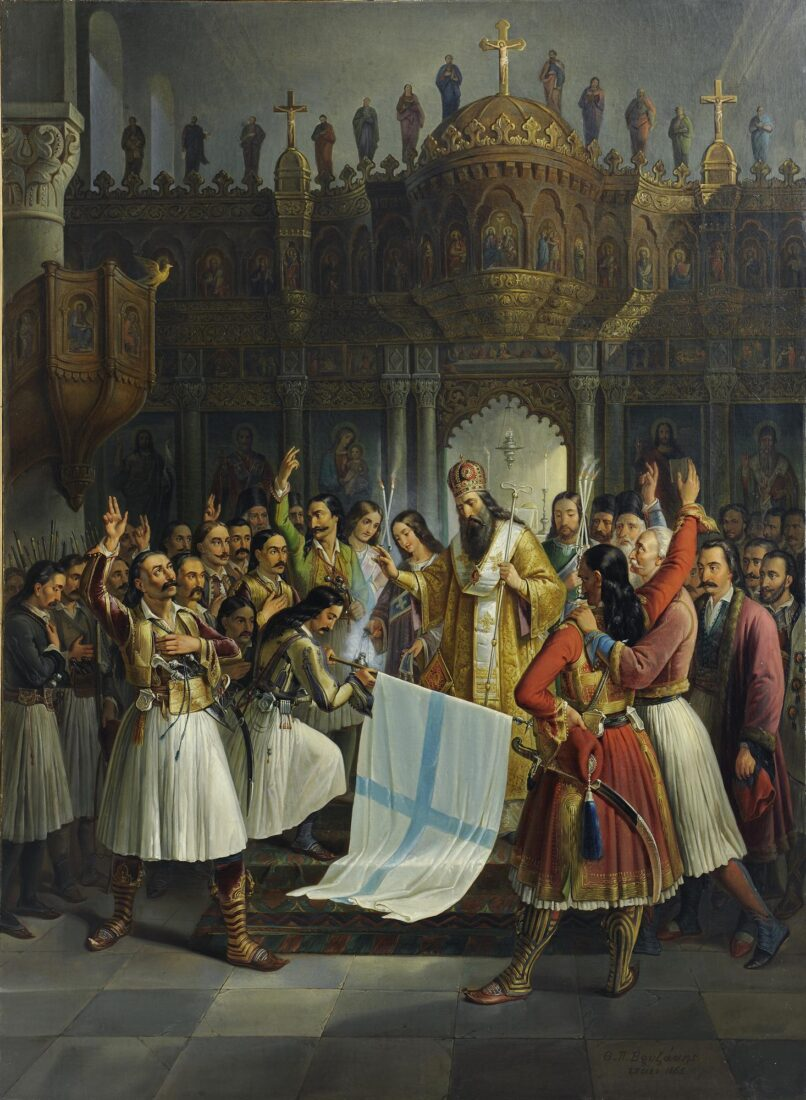
Germanos de Patras bendice a los insurgentes griegos.

La Guerra de independencia griega fue una guerra de liberación contra la ocupación otomana. Si bien los principales enfrentamientos tuvieron lugar en el Peloponeso y en torno a Atenas, otras regiones también fueron implicadas, como las islas del Egeo.
Ali Pasha de Tepelen, quien procuraba asegurar definitivamente la independencia de sus posesiones en Epiro, se había rebelado contra el sultán Mahmut II en 1820. La Puerta (nombre a veces también ordenado al Gobierno del Imperio otomano) habría debido movilizar a todo el ejército en torno a Ioánina. Para los patriotas griegos, organizados en la Filikí Etería y que preparaban el levantamiento nacional desde fines del siglo XVIII, esta rebelión tornaba favorable el momento. Había potencialmente menos soldados turcos disponibles para reprimir su sublevación. La insurrección se desencadenó en el Peloponeso. Comenzó entre el 15 y el 20 de marzo de 1821 bajo la doble dirección de Theodoros Kolokotronis y del arzobispo de Patras, Germanos, quien proclamó, según la tradición historiográfica griega, la guerra de liberación nacional el 25 de marzo. Al mismo tiempo, Alexander Ypsilantis ingresaba a Moldavia y Valaquia, segundo foco previsto para la insurrección, a la cabeza de una tropa compuesta de miembros de la Filikí Etería instalados en Rusia. El Imperio otomano redujo la sublevación en las provincias del Danubio en nueve meses.
En la propia Grecia, los insurgentes triunfaban. En octubre de 1821, las tropas griegas comandadas por Kolokotronis, se apoderaron, después de cinco meses de asedio, de Trípoli, la capital otomano del Peloponeso. Los turcos que vivían en la península se habían refugiado en dicha ciudad desde los primeros disparos de la sublevación. Se estima que unas 30 000 personas, hombres, mujeres y niños, debieran encontrarse allí a inicios del asedio. En octubre, la población había caído a la mitad, tras varios decesos a causa de los combates, de la hambruna o de las epidemias, pero también de las evacuaciones. Cierto número de acuerdo entre asediados y sitiadores habían permitido que soldados albaneses partieran a sus hogares o que salieran mujeres y niños. A inicios de octubre, cuando la ciudad todavía se mantenía, los griegos, a pesar de los acuerdos, masacraron a 2000 mujeres y niños que salían de Trípoli. Cuando la ciudad fue tomada, las tropas griegas no respetaron las convenciones militares en vigor para entonces: la guarnición podía ser pasada por las armas y la ciudad, saqueada; pero los civiles debían ser perdonados. Este no fue el caso. Cerca de 8000 personas fueron exterminadas.
A inicios de 1822, la Asamblea Nacional de Epidauro proclamó de forma unilateral la independencia del país. La Puerta debía dar un ejemplo para que sus súbditos volvieran a la obediencia. La masacre de Quíos constituyó el punto culminante de esta represión. También ha sido considerado como una venganza por la masacre de Trípoli.

## La masacre de Quíos

### Primeros problemas

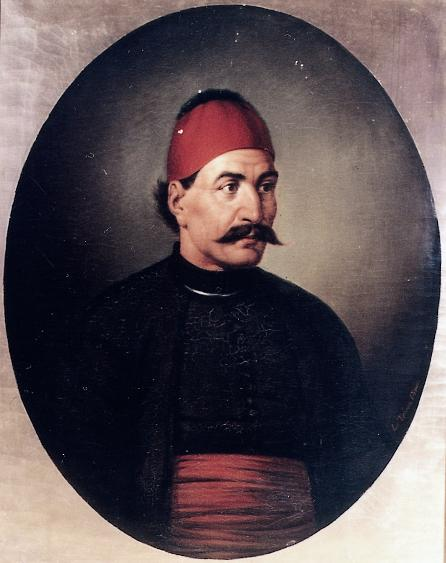
Iakovos Tombazis.

En mayo de 1821, el almirante hidriota Iakovos Tombazis llegó a la isla de Quíos con una parte de la flota de insurgentes para intentar convencer a la población de Quíos que se unieran al movimiento; sin embargo, algunas semanas antes, ellos habían enviado una delegación a Psara, otra isla de armadores sublevada, solicitando expresamente que no los implicara. En efecto, temían por sus «súbditos», diseminados en todos los puertos del Imperio otomano y que pudieran convertirse en las víctimas de las represalias de parte de la Sublime Puerta. Los hombres de Tombazis recorrieron la isla para reunirse con los habitantes de los pueblos directamente, pero no lograron conseguir su objetivo. Se retiraron al cabo de once días.
La reacción otomana no se hizo esperar. Fue enviado un gobernador, Véhid-Pachá, quien se instaló en la fortaleza de Chora. Con la finalidad de asegurarse de que la población de Quíos no se movilizaría, demandó cuarenta rehenes, entre quienes se encontraban el arzobispo Platón Franghiadi, los demogerontes y miembros de las principales familias de la isla como los Argenti, los Mavrocordato o los Rallis. Todos los prisioneros fueron encerrados en la fortaleza. Tres fueron enviados, por vía terrestre, debido a que se temía de los navíos griegos. Los mastichochoria les proveyeron de doce rehenes. Las armas de la población griega fueron secuestradas. La Puerta respondió a los pedidos de ayuda del gobernador enviándole un millar de hombres desde Çeşme. Poco disciplinados, se dedicaron al saqueo. Patrullaron el campo y sembraron el terror en la isla. Los casos de saqueos, agresiones y ejecuciones fueron registrados desde ese momento. El comercio con Quíos comenzó a disminuir y el aprovisionamiento fue más difícil de asegurar. El sistema de ayuda establecido en tiempos de prosperidad logró funcionar aún y la hambruna fue evitada. En seguida, llegaron nuevas tropas, más disciplinadas. En la primavera de 1822, la guarnición de la ciudadela comprendía a 4500 hombres. El nuevo gobernador, Bachet-Pacha, impuso sobre la población de Quíos una contribución extraordinario y los hizo pagar la manutención de sus hombres. De esa manera, los graneros de trigo fueron vaciados.

### La «liberación» de la isla por los insurgentes griegos
Llegó un rumor a Quíos de que la isla de Samos armaba una tropa para venir en su ayuda. Los demogerontes y el arzobispo enviaron emisarios a través de la isla para recomendar a los habitantes de no reaccionar si desembarcaban, a fin de no desencadenar la ira otomana.
El 22 de marzo de 1822 (11 de marzo), Lykoúrgos Logothétis, quien vino de Samos con 2500 hombres, se unió a Quíos en el capetán local Antónios Bourniás, exoficial del ejército francés durante la campaña en Egipto, y sus 150 klephtes. Forzaron a los seiscientos otomanos enviados a repelerlos a retirarse a la fortaleza de la capital de la isla (Chora). Se inició un duelo de artillería entre la ciudadela y los cañones griegos a la orilla del mar y en las colinas de Tourlotí y Asómati sobre la ciudadela. La ciudad fue tomada y saqueada. Los kleftes quemaron los edificios de aduanas y derritieron el plomo de los techos de las dos mezquitas para fabricar municiones. Cuando las casas de los musulmanes se vaciaron, las de los ricos comerciantes griegos no se salvaron. El botín fue enviado a Samos.
Sin embargo, la fuerza de Samos no era suficiente ni estaba adecuadamente armada para tomar la ciudadela. Las armas de Grecia tuvieron que guardar silencio por falta de proyectiles (de ahí la necesidad de derretir el plomo para hacerlas). Logothetis pidió ayuda a la insurgente Grecia. Psara prometió veinte barriles de pólvora y dos cañones (pero no balas) y seis buques de guerra. El gobierno entonces instalado en Corinto le prometió dos morteros, cinco baterías de asedio y voluntarios extranjeros para manejarlos. Pero la ayuda era grande para ser organizada y transportada. No llegó antes del contraataque otomano.
El arzobispo fue liberado y los demogerontistas fueron depuestos y reemplazados por un consejo revolucionario de siete ephores en nombre del insurgente gobierno griego de Dimitrios Ypsilantis. Sin embargo, Logothetis y Bourniás querían ser proclamados "Salvador de Quíos". Finalmente, acordaron dividir la isla en dos: el norte para Bourniás y el sur (con Chora) para Logothetis. Las fuerzas militares y la administración también se dividieron, reduciendo cualquier posibilidad de acción concertada en el caso de una contraofensiva otomana. Logothetis fue apoyado por sus Samiens, Bourniás se apoyó en la ciudadanía.
La población de la isla no reacciona como lo habían instado sus notables. Los campesinos, alentados por ciertos popes, tomaron armas ocasionales y, procedentes de los pueblos del interior de la isla, caminaron sobre Chora. Lograron trasladar a algunos de la población pobre de la capital. Deambularon por las calles, cruces e íconos en cabeza, cantando himnos patrióticos. Pero tan pronto como las tropas otomanas de la ciudadela parecían querer hacer una salida, se dispersaron. Aquí vemos la división social muy clara que caracterizó las reacciones a la guerra de independencia y que condujo a las diversas guerras civiles que la marcaron. Bournias sospechaba de las familias ricas de la isla de las que sospechaba que quería huir. Usó a la multitud para vigilarlos y aumentó las visitas domiciliarias para asegurarse de que permanecieran en la isla.

### La reconquista otomana y sus consecuencias

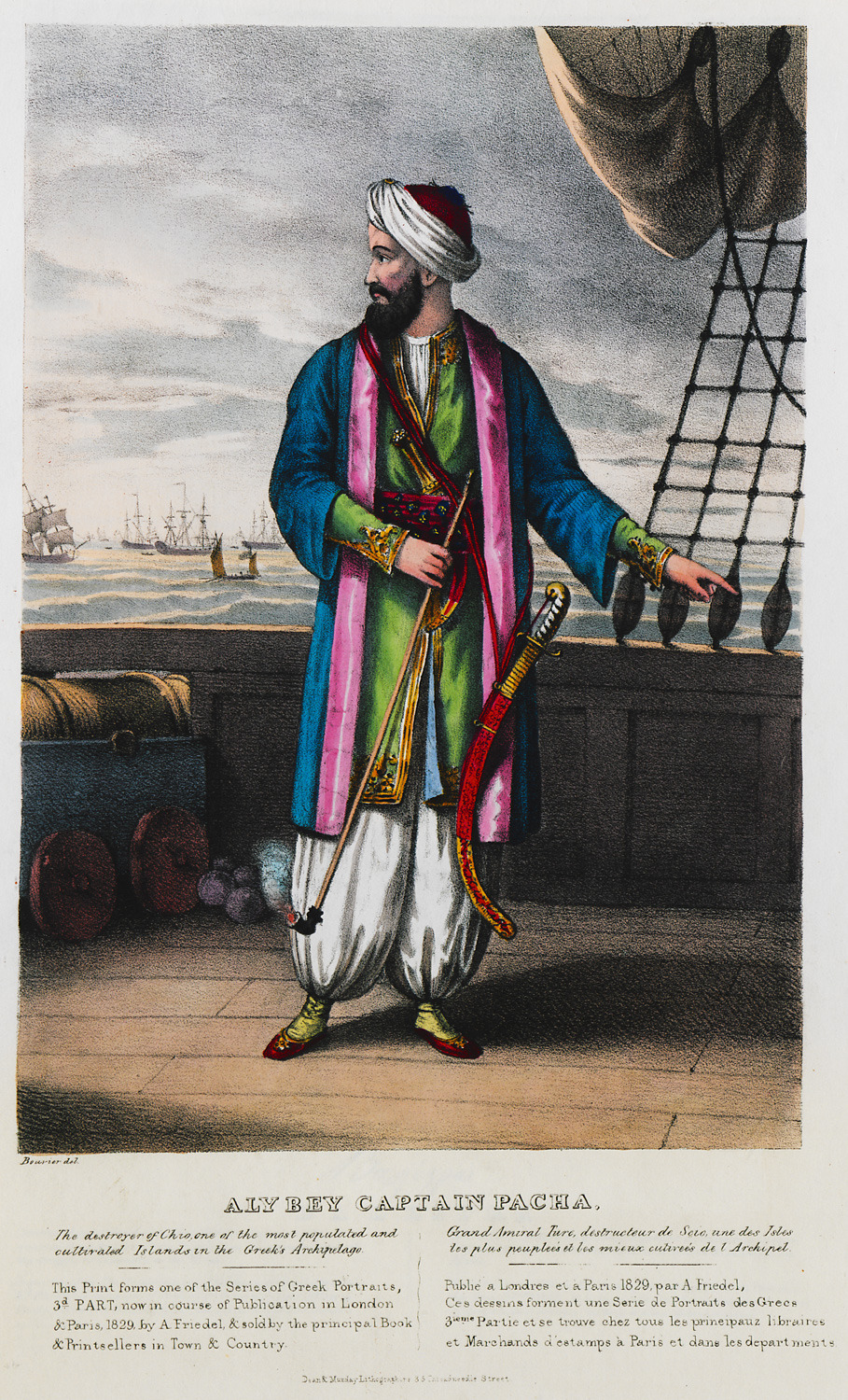
El gran almirante Nasuhzade Ali Pasha.

La Puerta arrestó a siete quiotas adinerados que viven en Constantinopla y se unieron a sus compatriotas como rehenes. El capitán Pasha (gran almirante de la flota otomana), Nasuhzade Ali Pasha, recibió la orden de transportar a Tchesme a 15000 hombres que debían unirse a los 30000 que estaban comenzando a reunirse allí. La mayoría eran voluntarios, atraídos por la esperanza de saquear las riquezas de Quíos. Un regimiento estaba formado incluso por clérigos musulmanes. La composición de estas tropas causó el mayor temor a los diplomáticos occidentales estacionados en Esmirna y Constantinopla. El jueves 11 de abril, el día anterior a la Pascua, la flota de Nasuhzade Ali Pasha, compuesta por 46 barcos que transportaban 7000 hombres, apareció frente a Quíos. La resistencia griega fue breve: un barco otomano con ochenta hombres a bordo chocó, los pasajeros que no se ahogaron fueron asesinados por disparos griegos. Sin embargo, no pudo detenerse el desembarco otomano. Le ayudó una salida de las tropas otomanas de la ciudadela. Logothetis y sus samianos se retiraron. Se unieron en Aghios Georgios, a 9 km al suroeste de Chora, resistieron hasta que los barcos de Psara llegaron para evacuarlos. Chora fue saqueada y sus habitantes fueron masacrados: se enviaron cabezas y orejas al Sultán, quien los había exhibido frente al Serrallo.
Los otomanos continuaron llegando desde Tchesme en el continente. Comenzaron a extenderse en el campo de la isla. Los griegos buscaron refugio en los diversos monasterios de la isla que tenían en su mayoría muros, pozos o cisternas y reservas de alimentos. Esperaban poder esperar con seguridad a que pasara la tormenta. Nea Moni, un monasterio del siglo XI en las colinas en el centro de la isla, recibió a 2 000 personas que fueron masacradas cuando los otomanos se apoderaron del monasterio.
El domingo de Pascua, 14 de abril (2 de abril), una fuerza de 15 000 soldados otomanos, después de asegurar la fortaleza de Chora, marchó sobre el monasterio de Aghios Minas, al sur de Chora, en el cual 3 000 griegos había encontrado refugio. Los asediados se negaron a rendirse y el monasterio fue incendiado. Todos los refugiados murieron y el monasterio fue arrasado en gran parte. Al día siguiente, los otomanos atacaron la aldea de Aghios Georgios y masacraron a los 2 300 samianos y quiotas que se habían refugiado allí. Luego se anunció una total amnistía para los demás habitantes de la isla que abandonaron sus escondites y fueron masacrados.
Los notables de la isla retenidos como rehenes en Chora fueron ejecutados el 5 de mayo. Sólo los católicos fueron salvados. Los diplomáticos franceses (cónsul en Quíos, vicecónsul en Esmirna y embajador en Constantinopla) obtuvieron su liberación. Los otros cuarenta y nueve fueron ahorcados por orden del Sultán: ocho en los mástiles de la Capudana (buque insignia del capitán Pasha), los otros en los árboles a lo largo de la carretera bajo las murallas occidentales de la fortaleza. Los rehenes en Constantinopla fueron decapitados dos semanas más tarde y los de Constantinopla originarios de la isla también fueron ejecutados.
A principios del siglo XX, un profesor de Quíos, la isla griega, se comprometió a recopilar testimonios de sobrevivientes y refugiados en otros lugares de Grecia o de sus descendientes. La colección de historias así recopilada es heterogénea. Hay leyendas, consideradas ciertas por aquellos que les contaron: como aquellos turcos que se habían quedado ciegos en el momento de matar a un pope. También incluye historias de atrocidades o actos de generosidad por parte de los otomanos, que muestran que no todos los turcos eran monstruos sedientos de sangre. Sobre todo, se evocan las condiciones de supervivencia, en el campo, en las montañas o en las cuevas: el problema del hambre, la sed o los bebés que lloraban con el riesgo de revelar los escondites a las bandas de soldados que cruzaban la isla. Por lo tanto, es necesario pensar en relativizar las fuentes, antiguas o recientes, evocando las masacres.

### Los esclavos
Vender a los quiotas como esclavos era una actividad más rentable que sacrificarlos. Nasuhzade Ali Pasha lo había prohibido primero, pero él había tenido que hacerlo, encontrando que sus hombres estaban ejecutando a sus prisioneros. La esclavitud entonces apareció un poco más "humana". A fines de mayo de 1822, dos meses después del desembarco, casi 45 000 hombres, mujeres y niños, sin distinciones sociales, habían sido deportados a los mercados de esclavos de Esmirna, Constantinopla, pero también de Egipto y Berbería (norte de África otomano). Diplomáticos occidentales, incluido el embajador británico Strangford, protestaron en vano.
Algunos esclavos tuvieron la suerte de ser redimidos, especialmente por los ricos mercaderes de origen quiota en Esmirna. Pagaron lo que se convirtió en un rescate, y enviaron sus propiedades recién adquiridas a Trieste, especialmente, o al resto de Europa occidental, donde nuevamente se convirtieron en libres. Pero no fue posible recomprar a todos, principalmente por el costo: Una mujer de la buena sociedad y sus dos hijas fueron compradas de nuevo por 15 000 piastras. El vicecónsul británico en Quíos, M. Giudici, compró varios cientos de esclavos. Los soldados otomanos se volvieron hacia él cuando se hizo imposible, debido al número de esclavos, transportarlos al continente para venderlos. Giudici gastó una fortuna.
A fines de junio, una orden imperial prohibió la venta de quiotas en los mercados de esclavos de Constantinopla. La hermana del sultán quería comprobar primero que los habitantes de los "pueblos de mástique" no estaban en el lote. Pero la mayoría de los quiotas esclavos ya se habían vendido y la "fuente de suministro" estaba seca.

### Los sobrevivientes
Huir de la isla ofrecía la mayor esperanza de supervivencia. Para embarcar, la bahía de Mestá en el oeste era prácticamente la única solución, ya que estaba lejos de la costa turca. El pueblo medieval de Mestá, a más de tres kilómetros del mar, recibió a casi 5 000 refugiados que observaron la aparición de velas amigas en el mar. Los barcos de Psara, Samos, Hydra y Spetses vinieron a rescatarlos. También hubo algunos barcos occidentales. Los Psariots habrían pedido a los refugiados que pagaran por su paso. Si Psara era la isla más cercana, era solo un primer paso. Su pequeño tamaño le impedía recibir a los fugitivos. El principal destino del éxodo fue Syros, en las Cícladas. Otras islas les dieron la bienvenida. Algunos sobrevivientes también participaron en la guerra de independencia en el continente.
La mastichochória ("pueblos de mástique") se salvó inicialmente. Nasuhzade Ali Pasha, después de la partida de los últimos Samians, una semana después de su desembarco, hizo que tres agentes consulares occidentales les enviaran una propuesta de amnistía y una carta escrita por los notables, siempre rehenes que ordenaban aceptar la propuesta. Los pueblos se rindieron y un teniente de Nasuhzade Ali Pasha, Elez Aga, fue enviado para protegerlos.
Nasuhzade Ali Pasha también respetó los consulados de las potencias occidentales. Así, 1 200 griegos fueron protegidos en el consulado francés y todos los católicos encontraron refugio en el consulado austriaco.

### La respuesta griega y sus consecuencias en Quíos

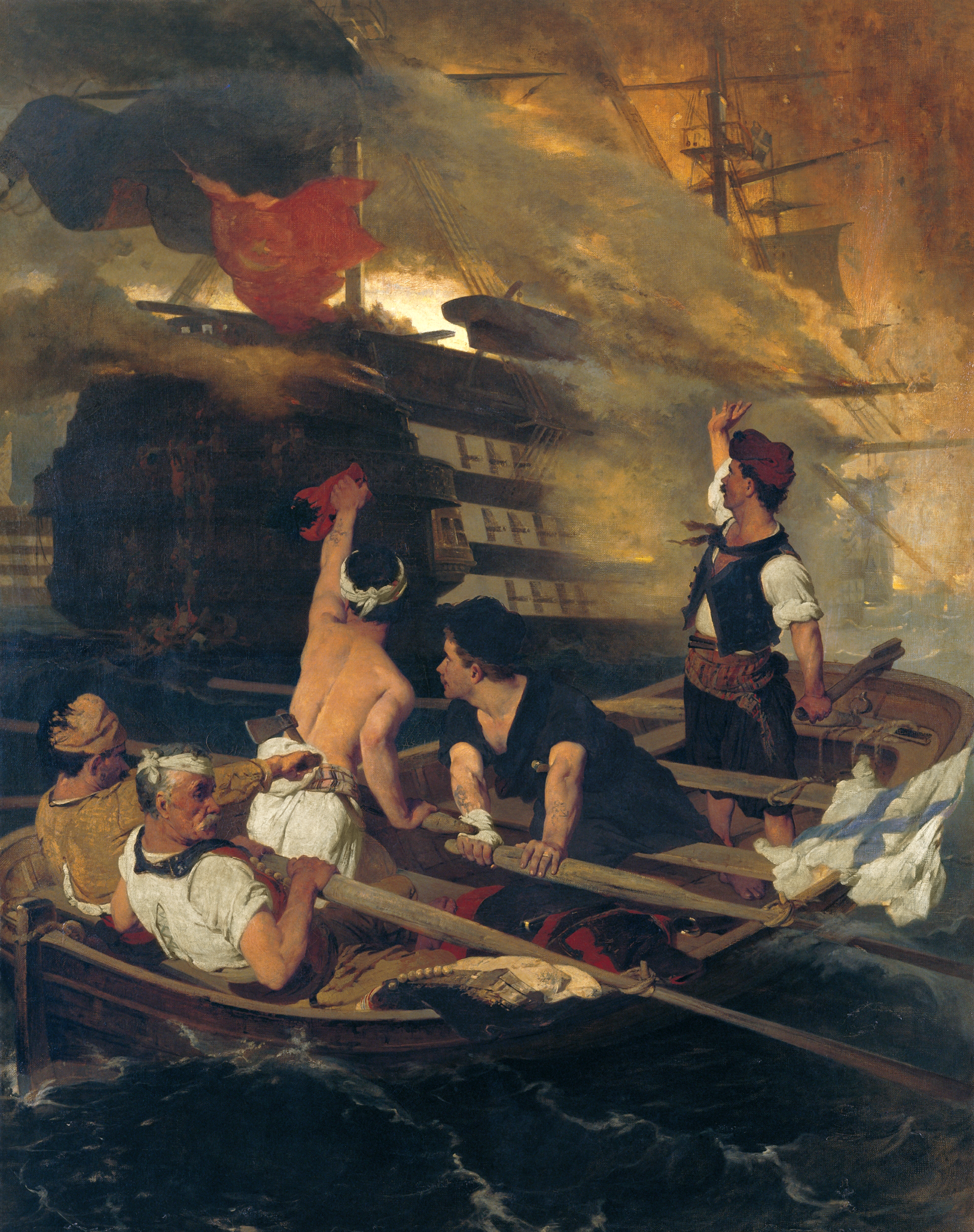
La destrucción del buque insignia otomano en Quíos por Konstantinos Kanaris.

A principios de mayo, la flota griega comandada por Andreas Miaoulis y compuesta por cincuenta y seis buques de guerra y ocho brulotes de Hidra, Spetses y Psara, se dirigió a Quíos. No había podido venir antes, inmovilizada, tan a menudo durante la guerra de independencia, por problemas de administración, financiamiento y disensión a nivel del Comando. Durante un mes, muchas escaramuzas se sucedieron una a la otra, sin tomar nunca la decisión.
El 18 de junio (6 de junio, juliano), en 1822, el capitán psariote Konstantinos Kanaris con un brulote incendió y hundió el buque insignia otomano matando al gran almirante otomano Nasuhzade Ali Pasha y a 2 000 marineros turcos. La historiografía griega considera que esta acción ha vengado las masacres de Quíos. La flota otomana estaba anclada en la bahía de Chora. El ataque tuvo lugar por la noche, en el momento de romper el ayuno del Ramadán. Durante todo el día, dos barcos griegos aparentaron retirarse cruzando el cabo norte de la isla y luchado contra el fuerte viento del norte. De hecho, se trataba de dos brulotes que se pusieron en posición de atacar. Desde las batallas navales del verano y el otoño anterior, el diseño de los brulotes ha sido mejorado, se reforzaron con cobre para evitar que las llamas se desintegren completamente antes de que cumpliesen su tarea. Al atardecer, cambiaron de rumbo y forzaron el ritmo, viento de cola. La flota otomana se iluminó para celebraciones religiosas, y Capudana y el barco del vicealmirante fueron los más iluminados. El brulote de Kanaris embistió el buque insignia otomano alrededor de la medianoche. El bauprés se incrustó en una tronera de la proa y la mecha fue encendida. Kanaris y sus hombres evacuaron su brulote mientras que el buque insignia se incendió en unos minutos. Los marineros turcos intentaron escapar con los botes salvavidas, dos de los cuales estaban muy cargados. Los quiotas esclavos presentes en la bodega de la nave fueron abandonados a su suerte. Nasuhzade Ali Pasha, mientras abordaba un bote, recibió un mástil ardiente en la cabeza. Conducido a tierra firme, murió al día siguiente. Fue enterrado en la ciudadela de Chora. Su nave explotó después de tres cuartos de hora, cuando la santabárbara se vio afectada. La otra nave incendiaria, comandada por Andreas Pipinos, no logró incendiar la nave del vicealmirante que logró escapar sin mucho daño. El brulote encalló en la costa de Asia Menor, donde ardió toda la noche. Las llamas de los incendios se vieron hasta Smyrna, a unos 75 km de distancia.
La muerte de Kari-Pasha y la destrucción de la nave principal de la flota otomana fueron rápidamente vengadas. La mastichochória había estado protegida desde abril. Eran los últimos lugares de la isla en los que no había caído la represión. Muchos quiotas, de toda la isla, también habían encontrado refugio allí. Una tropa de 20 000 soldados turcos devastaron el área, que sufrió la misma suerte que Quíos dos meses antes: pueblos quemados y personas asesinadas o vendidas como esclavos.

## Evaluación total y problema historiográfico
La población de la isla a principios de 1822 se estima entre 100 000 y 120 000 personas, de las cuales 30 000 vivían en Chora. También había alrededor de 2 000 musulmanes en la isla. La cifra más común para la población después de los asesinatos es de 20 000 personas. El filósofo e historiador escocés Thomas Gordon da solo que 1 800 habitantes permanecieron en la isla en agosto, afirmando que el pueblo más poblado era el hogar de solo 12 personas; según él, la isla había recuperado algo de prosperidad desde 1827, y luego fue poblada por 22 000 personas que regresaron del exilio. Las estimaciones más comunes son 25 000 muertes y 45 000 personas esclavizadas. 10 000 a 20 000 habrían logrado escapar. La isla también tenía una de las bibliotecas más grandes del Egeo (70 000 volúmenes), fue completamente destruida. Las cosechas también se pudrieron en el verano de 1822, y nadie pudo cosechar.
Esta masacre de casi toda la población de Quíos plantea una serie de preguntas y problemas historiográficos. La reacción otomana parece ciertamente desproporcionada al peligro. Logothetis y sus hombres realmente no podían amenazar a la guarnición de Chora, al menos el doble de numerosa. Las autoridades otomanas locales también sabían que los Samians no sería realmente apoyada por la población de la isla. Los miles de hombres enviados por la Puerta no eran realmente necesarios si la meta era cazar a los samianos de Quíos. Su indisciplina solo podría llevar al desastre, mientras que una simple operación de "mantenimiento del orden" habría preservado la lealtad y los ingresos de Quíos. Parte de la respuesta podrían ser problemas políticos a nivel del gobierno otomano. El principal defensor de la ejecución de los rehenes en Constantinopla fue el ministro Halet Effendi, quien queroa hacer olvidar algunos de sus errores políticos que lo habían hecho impopular. La masacre de Quíos podría haber sido usada para desviar la atención en el Imperio. También es probable que la Puerta intentara dar un ejemplo para impresionar a sus súbditos que podrían haber estado tentados a unirse a la insurrección griega, o aprovechar las dificultades que creó.

## La emoción en Occidente
La primera reacción fue puramente material y financiera. Quíos era una isla comercial, dedicada al comercio en toda Europa. La masacre y el saqueo arruinaron, por supuesto, a las casas de comercio de quiotas, pero también afectaron a sus corresponsales que ya no podían contar con el pago de las sumas comprometidas. El 17 de junio de 1822, el cónsul británico en Esmirna estimó la pérdida de los comerciantes británicos, en billetes sin pagar, en 195 millones de piastras. Luego se impuso la emoción ante los horrores cometidos. Castlereagh, el ministro británico de Asuntos Exteriores, amenazó al Imperio Otomano con una ruptura de relaciones diplomáticas. Sin embargo, la actitud del gobierno británico evolucionó. Dejó de considerar a los insurgentes griegos como rebeldes para otorgarles el estatus de beligerantes. Las normas aplicadas a una nación en guerra podrían por lo tanto referirse a Grecia. Por ejemplo, el bloqueo naval ejercido por la flota griega a lo largo de la costa otomana se convirtió en legal, siendo un acto de guerra. En Francia, Delacroix exhibió su Escena de las masacres de Quíos en el Salón de 1824. Carlos X lo adquirió de inmediato para las colecciones del Louvre. En las exposiciones griegas, celebradas en el verano de 1827 en la Galería Lebrun, el alumno de David, Henri Decaisne, exhibió Convoy griego encuentra sobre la orilla el cuerpo de una niña de Quíos. En Rusia, el príncipe Golitsyn organizó una recaudación de fondos para ayudar a las víctimas de las masacres. Los escritores participaron en la difusión de esta emoción. La colección de poemas "Les Orientales" de Victor Hugo, incluye un poema "El niño griego" dedicado a la masacre de Quíos. El poeta estadounidense William Cullen Bryant publicó en 1824 un poema titulado "La masacre en Scio".
Antoine Prosper Guerrier de Dumast publicó en 1822, en Didot Brothers, un poema lírico de Quíos, Grecia y Europa:
"En Europa", digo, "renació un pueblo famoso, incluido el nuevo y brillante amanecer.
Esperanza casada con la memoria.
Mucho tiempo, imploró bajo destinos opuestos.
EL ALIVIO DE SUS HERMANOS
Pregúntale a la muerte si él puede conseguirlo. "
Beranger escribe en una de sus canciones, dedicada a la siguiente masacre, la de Psara:
"¿No es así, Quíos, salvar un solo ser
¿Quién vino aquí para contar todos tus males? "

## Expedición de 1827-1828
En 1827, tras la firma del Tratado de Londres el 6 de junio, quedó claro que Quíos no se incluiría en el territorio de la Grecia independiente. Entonces se decidió aprovechar la relativa benevolencia de las potencias europeas y tratar de ponerlas ante el hecho consumado de Quíos. Los quiotas exiliados decidieron financiar una expedición para "recuperar" la isla. El comando fue confiado al coronel Fabvier. Se formó una comisión títere en Syros, encargada de recolectar fondos y de coordinar la acción con los nuevos demogerontes que gobernaban la isla. A fines de noviembre de 1827, después de la batalla de Navarino, la expedición sitió y bombardeó la fortaleza de Chora. Surgió la cuestión de la implicación del gobierno griego en el momento. ¿Había apoyado o no el proyecto? El siguiente gobierno, el de Ioannis Kapodistrias, rechazó la expedición. El intento terminó en fracaso. La fuerza expedicionaria estaba compuesta por pallikares, soldados irregulares de los cuales Fabvier sospechaba. No pudo evitar que saquearan las legaciones occidentales o las casas griegas. El pago de salarios a menudo también se retrasaba. Los barcos griegos no pudieron impedir el desembarco de las tropas otomanas desde Tchesme. Sin embargo, las armadas occidentales (especialmente los barcos franceses) podrían evitar una nueva masacre por su mera presencia.
Grecia se independizó en 1830, pero Quíos no se unió a este país hasta el 20 de diciembre de 1912, durante la primera guerra de los Balcanes.